# Kotjonok
Kotjonok (russisk: Котёнок) er en russisk spillefilm fra 1996 af Ivan Popov.

## Medvirkende
- Andrej Kuznetsov som Fedin
- Ljudmila Arinina
- Aleksej Vojtjuk
- Tatjana Grauz
- Marija Popova som Manja